# Southgate (Michigan)
Southgate – miasto w Stanach Zjednoczonych, w stanie Michigan, w hrabstwie Wayne.